# Javier Castilla
Javier Castilla Conde, né le 18 avril 1981 à Bogota, est un joueur colombien de squash. Il atteint en mars 2007 la 186e place mondiale sur le circuit international, son meilleur classement. Il est médaille d'or par équipes aux Jeux panaméricains de 2007 et en double et par équipes aux Jeux sud-américains de 2010.